# Brittonia
Brittonia és una revista botànica trimestral revisada per experts, que publica articles sobre plantes, fongs, algues i líquens. Va començar la seva publicació des de 1931, porta el nom del botànic Nathaniel Lord Britton. Des de 2007, la revista ha estat publicada per Springer en nom de New York Botanical Garden Press, el programa de publicacions del Jardí botànic de Nova York. El subtítol actual és: "A Journal of Systematic Botany" ("Una revista de botànica sistemàtica"). Actualment, la revista es publica trimestralment, tant en paper com en una versió en línea. L'editor en cap és Benjamin M. Torke.
La revista publica articles de recerca que cobreixen tot el camp de la sistemàtica de la botànica, inclosa l'anatomia, la història de la botànica, la quimiotaxonomia, l'ecologia, la morfologia, la paleobotànica, la filogènia, la taxonomia i la fitogeografia. Cada número presenta articles de membres del personal del Jardí botànic de Nova York i la comunitat botànica internacional. La revista també conté opinions sobre llibres i anuncis.
Entre els científics que han publicat a la revista s'inclouen: Frank Almeda, Arne Anderberg, Fred Barrie, Dennis E. Breedlove, Brian Boom, Sherwin Carlquist, Armando Carlos Cervi, Alain Chautems, Thomas Bernard Croat, Arthur Cronquist, Thomas Franklin Daniel, Otto Degener, Laurence J. Dorr, Robert Dressler, Lynn Gillespie, Peter Goldblatt, Jean-Jacques de Granville, Walter Stephen Judd, Ellsworth Paine Killip, Robert Merrill King, Gwilym Lewis, Bassett Maguire, Lucinda A. McDade, John McNeill, Elmer Drew Merrill, Scott A. Mori, José L. Panero, Timothy C. Plowman, Ghillean Prance, Peter Raven, Harold E. Robinson, Laurence Skog, Erik Smets, Douglas E. Soltis, Pamela S. Soltis, Julian Alfred Steyermark, Fabio Augusto Vitta, Warren L. Wagner, Dieter Carl Wasshausen, Maximilian Weigend, Henk van der Werff i Scott Zona.

## Llista d'editors
- Benjamin M. Torke, 2016 fins a l'actualitat
- Lawrence M. Kelly, 2004–2015
- Jacquelyn A. Kallunki, 1991-1994
- Noel H. Holmgren, 1977–1990
- John T. Mickel, 1976–1977
- William Louis Culberson, 1975
- Paul A. Fryxell, 1972–1975
- John R. Reeder, 1967–1971
- Peter H. Raven, 1963–1964
- Rogers McVaugh, 1959–1963
- Harold William Rickett, 1957–1958
- diversos comitès editorials, 1931-1956[3]